# IC 2373
IC 2373 је спирална галаксија у сазвјежђу Рак која се налази на листи објеката дубоког неба у Индекс каталогу.
Деклинација објекта је + 20° 21' 53" а ректасцензија 8h 26m 49,0s. Привидна величина (магнитуда) објекта IC 2373 износи 14,4 а фотографска магнитуда 15,1. IC 2373 је још познат и под ознакама UGC 4409, MCG 4-20-54, CGCG 119-100, PGC 23695.